# 기린고등학교
기린고등학교(麒麟高等學校)는 대한민국 강원특별자치도 인제군 기린면 현리에 있는 공립 고등학교이다.

## 학교 연혁
- 1952년 6월 15일 : 기린고등공민학교 개교
- 1972년 1월 14일 : 기린고등학교 설립인가(3학급)
- 1975년 1월 18일 : 기린고등학교 제1회 졸업식 거행
- 2023년 3월 1일 : 제25대 박준희 교장 부임
- 2023년 12월 29일 : 기린고등학교 제50회 졸업식(졸업생 24명, 누계 4,214명)
- 2024년 3월 4일 : 기린고등학교 신입생 입학(33명)

## 참고 자료
- 기린고등학교 - 한국교육학술정보원 학교알리미